# San Francisco Days
San Francisco Days (en español: Días de San Francisco) es el cuarto álbum de estudio del cantautor estadounidense Chris Isaak. Fue publicado el 13 de abril de 1993 a través del sello discográfico Reprise. Con un mayor enfoque en las canciones individuales a diferencia de Heart Shaped World, contiene el sencillo líder «Can't Do a Thing (To Stop Me)» y el cover «Solitary Man».

## Concepto
Luego del inesperado éxito de «Wicked Game», las canciones para el nuevo álbum no solo fueron limitadas a baladas o piezas de rockabilly, añadiendo un mayor groove en los ritmos. También fue crucial la inclusión de nuevos instrumentos en el repertorio, como un órgano Hammond en «Lonely with a Broken Heart». Estas pequeñas diferencias musicales fueron deliberadas, Isaak expresaba en una entrevista con Rolling Stone de 1993: “siempre estoy buscando aprender nuevos trucos”.
Este fue la última participación de James Calvin Wilsey como miembro de la banda Silvertone, debido a su creciente adición a la heroína que estaba interfiriendo al momento de interpretar canciones y en sus relaciones laborales, tomando caminos separados con Isaak en mayo de 1992. Según el productor Erik Jacobsen, Calvin Wilsey sólo tuvo una participación como guitarrista en el sencillo principal «Can't Do a Thing (To Stop Me)».

## Lista de canciones
Todas las canciones escritas y compuestas por Chris Isaak, excepto «Can't Do a Thing (To Stop Me)» con Brian Elliot y «Solitary Man» por Neil Diamond. 
| N.º   | Título                          | Duración |  |
| 1.    | «San Francisco Days»            | 2:58     |  |
| 2.    | «Beautiful Homes»               | 3:49     |  |
| 3.    | «Round 'N' Round»               | 4:27     |  |
| 4.    | «Two Hearts»                    | 3:33     |  |
| 5.    | «Can't Do a Thing (To Stop Me)» | 3:38     |  |
| 6.    | «Except the New Girl»           | 3:20     |  |
| 7.    | «Waiting»                       | 3:41     |  |
| 8.    | «Move Along»                    | 4:01     |  |
| 9.    | «I Want Your Love»              | 3:09     |  |
| 10.   | «5:15»                          | 3:09     |  |
| 11.   | «Lonely with a Broken Heart»    | 3:08     |  |
| 12.   | «Solitary Man»                  | 2:37     |  |
| 41:30 |                                 |          |  |

## Posicionamiento en listas
| Listas (1993)                  | Mejor posición |
| ------------------------------ | -------------- |
| Alemania (Offizielle Top 100)  | 46             |
| Australia (ARIA Charts)        | 20             |
| Austria (Ö3 Austria)           | 31             |
| Estados Unidos (Billboard 200) | 35             |
| Noruega (VG-lista)             | 7              |
| Nueva Zelanda (RIANZ)          | 15             |
| Países Bajos (Album Top 100)   | 14             |
| Reino Unido (UK Albums)        | 12             |
| Suecia (Sverigetopplistan)     | 32             |
| Suiza (Schweizer Hitparade)    | 26             |

## Certificaciones
| País (Certificador) | Certificación | Ventas certificadas |
| --- | ------------- | ------------------- |
| Canadá (Music Canada) | Oro           | 50 000^             |
| Estados Unidos (RIAA) | Oro           | 725 000             |
| Reino Unido (BPI) | Plata         | 60 000^             |
| ^cifras de envíos basadas únicamente en la certificación xcifras no especificadas basadas únicamente en la certificación |               |                     |